# Cat Fanciers' Association
Pour les articles homonymes, voir CFA.
La Cat Fanciers' Association (CFA) est la plus grande association regroupant les pedigrees des chats de race et éditant les standards pour les différentes races.
La CFA est créée aux États-Unis en 1906. Sa mission est de promouvoir et de préserver les races de chats ainsi que de les faire connaître au grand public. Depuis sa création, l'association s'est agrandie et a fêté son centenaire en 2006 ; elle publie le principal livre des origines félines d'Amérique du Nord.
Cat Fanciers' Association permet actuellement à 41 races de concourir dans les championnats.

## Races reconnues
- À : Abyssin - American bobtail - American curl - American shorthair - American wirehair - Angora turc
- B : Balinais - Bleu russe - Bobtail japonais - Bombay - British shorthair - Burmese (type européen uniquement) - Burmilla
- C : Chartreux - Colorpoint shorthair - Cornish rex
- D : Devon rex
- E : Exotic shorthair
- H : Havana brown
- J : Javanais
- K : Khao Manee - Korat
- L : LaPerm
- M : Maine coon - Manx - Mau égyptien
- N : Norvégien
- O : Ocicat - Oriental
- P : Persan
- R : Ragamuffin - Ragdoll
- S : Sacré de Birmanie - Scottish fold - Selkirk rex - Siamois - Sibérien - Singapura - Somali - Sphynx
- T : Tonkinois - Turc de Van

## Services
La CFA offre différents services aux éleveurs et aux particuliers. Le premier est de tenir le registre des races, avec les arbres généalogiques remontant de trois à six générations. Il fournit ainsi les pedigrees aux chats et aux nouvelles portées de chatons enregistrés chez eux.
L'association établit également les standards des races, forme des juges pour les expositions félines, promeut et inspecte les élevages, soutient et publie les recherches sur la santé des chats, influence les décisions en matière de législation animale, aide les programmes d'élevage et publie également des livres et du matériel d'information à l'intention du grand public.

## Sources
- (en) Cet article est partiellement ou en totalité issu de l’article de Wikipédia en anglais intitulé « Cat Fanciers' Association » (voir la liste des auteurs).